# Мікрорайон Сонячний (зупинний пункт)
Мікрорайо́н Со́нячний (також — Сонячний) — пасажирська зупинна залізнична платформа Донецької дирекції Донецької залізниці.
Розташована на південному сході Горлівки (мікрорайон Сонячний), Горлівська міська рада, Донецької області. Платформа розташована на лінії Микитівка — Байрак між станціями Микитівка (4 км) та Байрак (5 км).
Через бойові дії рух приміських та пасажирських поїздів на даній ділянці припинено.